# Oligonicella bolliana
Oligonicella bolliana es una especie de mantis de la familia Thespidae.

## Distribución geográfica
Se encuentra en México y América del Norte.